# جرارات كوتايك
جارارات (بالأرمنية: Ջրառատ)‏ هي قرية تقع في مقاطعة كوتايك في أرمينيا. تأسست في عام 1982، وتُعد مركزًا لصناعة الألبان.

## أسماء المواقع الجغرافية
كانت هذه القرية تُعرف في السابق باسم "راندمال".

## الروابط الخارجية
- Report of the results of the 2001 Armenian Census, Statistical Committee of Armenia